# (430) Hibris
(430) Hibris, en español Hibris, es un asteroide perteneciente al cinturón de asteroides descubierto el 18 de diciembre de 1897 por Auguste Honoré Charlois desde el observatorio de Niza, Francia.
Está nombrado por Hibris, personificación del castigo la mitología griega.

## Características orbitales
Hibris está situado a una distancia media del Sol de 2,844 ua, pudiendo alejarse hasta 3,571 ua. Tiene una excentricidad de 0,2556 y una inclinación orbital de 14,6°. Emplea 1751 días en completar una órbita alrededor del Sol.